# ایسترن ایر
ایسترن ایر (به انگلیسی: Eastern Air) یک شرکت هواپیمایی با کد یاتا X7 بود که دفتر مرکزی آن در لوساکا، زامبیا واقع شده‌بود و قطب این شرکت هواپیمایی نیز در فرودگاه بین‌المللی لوساکا قرار داشت.